# 생물무기금지협약

생물무기금지협약 국가 분포도

세균무기(생물무기) 및 독소무기의 개발, 생산 및 비축의 금지와 그 폐기에 관한 협약(Convention on the Prohibition of the Development Production and Stockpiling of Bacteriological(Biological) and Toxin Weapons and on Their Destruction, BWC)은 1972년 4월 10일 서명하고, 1975년 3월 25일 발효된 다자간 조약이다. 가입국들은 생물학 무기를 전쟁에 사용하지 않을 것을 약속했다.

## 상세
1972년 4월 10일 영국이 초안을 제출하여, 가입국들의 서명을 받기 시작해, 22개국이 비준한 1975년 3월 25일에 발효되었다. 2025년 5월 현재 189개국이 가입했다. 약칭은 생물무기금지협약이다. 협약의 주요 내용은 4가지로 이뤄져 있으며, 이는 금지규정, 협약준수에 관한 국제법적 절차, 다른 국제협약과의 관계, 그리고 마지막으로 기타 최종조항이다.

## 현황
가맹국 : 189개국
비준 및 가입국 : 189개국
미비준국 : 4개국
비가맹국 : 8개국

## 같이 보기
- 화학무기협약
- 엣지우드 생화학 센터